# Josef Körner
Pour les articles homonymes, voir Körner.
Josef Körner (1888 - 1950) est un philologue allemand.
Körner est spécialiste du romantisme allemand. Son œuvre majeure est consacrée aux premières années du romantisme, celui du Cercle d'Iéna, et est intitulée Krisenjahre der Frühromantik.
Persécuté par le régime national-socialiste, Körner est déporté à Theresienstadt.

## Œuvres
- Josef Körner (Hrsg.), Krisenjahre der Frühromantik. Briefe aus dem Schlegelkreis, 3 Bde. (Bde. 1 u. 2: Brünn, Wien, Leipzig: Rohrer 1936/37; Bd. 3: Bern: Francke 1958).
- Josef Körner: Philologische Schriften und Briefe, hg. von Ralf Klausnitzer mit einem Vorwort von Hans Eichner, Göttingen 2001.